# Detonatore

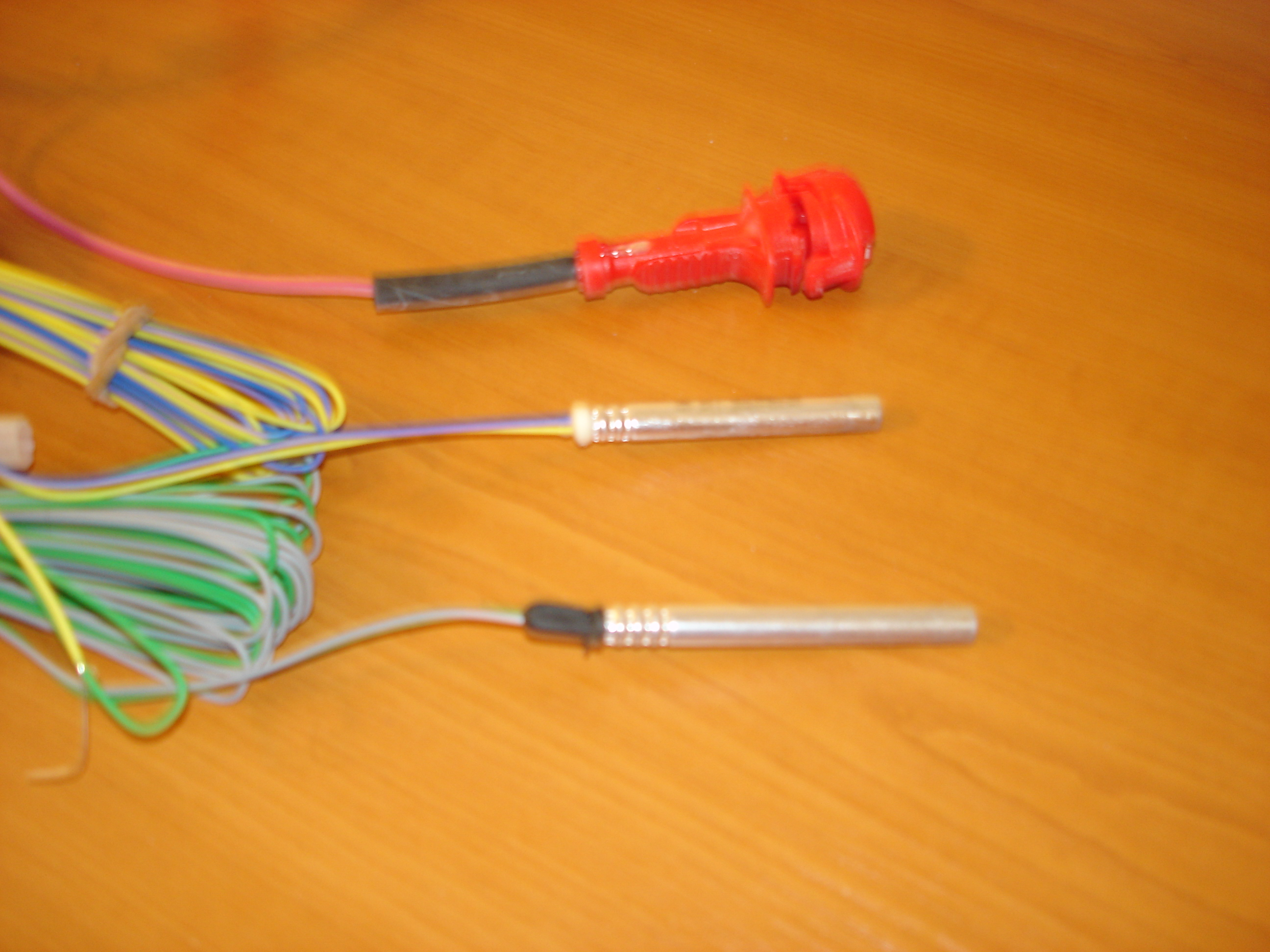
Detonatori elettrici

Il detonatore è un dispositivo di varia natura utilizzato per provocare esplosione (detonazione) di un ordigno e degli esplosivi in generale.

## Caratteristiche
Possono essere di vario tipo: meccanici, elettronici o essi stessi materiale esplodente; in tale ultimo caso viene di solito utilizzato PETN o T4, innescato a sua volta da pochissimo esplosivo (detyo in tal caso "primario" o "innescante"), in genere molto sensibile alla fiamma o al calore, (azoturo o stifnato di piombo, fulminato di mercurio), la cui esplosione produce pressioni e temperature altissime in grado di produrre una rottura molecolare nell'esplosivo secondario, e di iniziare quel processo a catena che si chiama detonazione. Le dimensioni e la potenza del detonatore variano in base al tipo di esplosivo da innescare e alla quantità dello stesso (più o meno sensibile). Sono molto sensibili agli urti per cui devono essere maneggiati con cautela. Essi non vanno mai conservati o trasportati assieme all'esplosivo.

## Classificazione
Sono classificati secondo la scala di Sellier Bellot, che va da 1 a 10, a seconda della loro forza, basata in passato sulla potenza di una sostanza detonante di riferimento: il fulminato di mercurio. Il detonatore più comunemente usato appartiene al numero 8, in origine contenente circa 2 g di fulminato di mercurio.
I detonatori si dividono in tre principali categorie: i detonatori a miccia, i detonatori elettrici e i detonatori tipo NONEL.
I detonatori a miccia hanno il tubicino metallico cavo per un terzo della lunghezza, per permettere l'inserimento e il fissaggio mediante strozzatura del metallo duttile (in genere, alluminio per quelli contenenti azotidrato/stifnato di piombo e rame per quelli contenenti fulminato di mercurio) sulla miccia a lenta combustione.

## Involucro del detonatore
L'involucro di metallo ha un'importantissima funzione: esso infatti, durante l'attivazione dell'innesco, impedisce a questo di disperdersi, producendo invece una vera e propria compressione adiabatica. In questo modo all'interno dell'involucro si raggiungono una pressione e un calore utili a generare la corretta detonazione dell'esplosivo, e dunque un innesco efficace.

## Tipologie

### Miccia
Uno dei tipi più elementari di detonatori e costituito dalle micce utilizzate per trasmettere a distanza, ad un detonatore o all'esplosivo direttamente, la fiammata oppure l'onda detonante. Ce ne sono di vari tipi. tuttavia per motivi di sicurezza ed efficienza il loro impiego (in particolare di alcuni tipi come le micce a lenta combustione) sia in ambito civile che militare, sta subendo una flessione a favore di altri sistemi di accensione quali l'accensione elettrica o il detonatore NONEL, molto più sicuri e attivabili a distanza di sicurezza dall'operatore solo ed esclusivamente al momento voluto.

### Detonatore elettrico
I detonatori elettrici sono innescati da una resistenza costituita da un filamento metallico all'interno di una miscela incendiaria e che viene reso incandescente al passaggio di una corrente elettrica; la fiammata generata innesca l'esplosivo primario che, detonando, innesca l'esplosivo secondario permettendo la detonazione efficace della carica esplosiva. La corrente elettrica viene prodotta da un apposito apparato detto esploditore.

### Detonatore del sistema NONEL
I detonatori NONEL sono speciali detonatori che si impiegano in un sistema di innescamento non elettrico NONEL, ma costituito da uno speciale tubo cavo in plastica particolare, che contiene all'interno una sostanza esplosiva polverizzata sulle pareti del tubicino stesso. La detonazione viene iniziata da un accenditore piezoelettrico e l'onda esplosiva trasmessa dalla sostanza polverizzata sulle pareti del tubicino fino a detonatori dedicati che a loro volta innescano le cariche esplosive. Questo sistema è diffuso particolarmente nei lavori in galleria e nelle demolizioni o implosioni degli edifici. È un sistema sicuro, affidabile e il tubicino può addirittura essere tenuto in mano mentre viene attraversato all'interno dalla detonazione, rimanendo integro, privilegiando al massimo la sicurezza.

## Utilizzo militare
Per ordigni militari come mine, bombe e proiettili, il detonatore è parte della spoletta o accenditore, che contiene meccanismi e dispositivi vari che provocano il funzionamento voluto dell'ordigno (a tempo, ad impatto, a pressione o al rilascio della stessa, o altri).